# Pseudoleskea catenularia
Pseudoleskea catenularia là một loài Rêu trong họ Leskeaceae. Loài này được Müll. Hal. mô tả khoa học đầu tiên năm 1897.